# Jason Clarke
Jason Clarke (Winton, 17 luglio 1969) è un attore australiano.

## Biografia
Nato a Winton, nel Queensland (Australia) e diplomatosi al Victorian College of the Arts, inizia la sua carriera lavorando per il teatro, lavorando in varie rappresentazioni de La tempesta e Amleto; come regista teatrale, dirige una versione musical di Arancia meccanica. Clarke recita in numerose serie televisive australiane e statunitensi, come Home and Away, Blue Heelers, All Saints, Farscape e White Collar Blue, ma acquista popolarità grazie al ruolo di Tommy Coffee nella serie TV Brotherhood - Legami di sangue.
Per il cinema ha lavorato in La generazione rubata di Phillip Noyce, Death Race di Paul W. S. Anderson, Due gemelle in Australia di Craig Shapiro e The Human Contract di Jada Pinkett Smith. Dopo Death Race, inizia a lavorare per molti registi di successo (Michael Mann e Kathryn Bigelow per esempio) oltre che con attori come Johnny Depp, Tom Hardy, Leonardo DiCaprio, Arnold Schwarzenegger e il connazionale Joel Edgerton; tra l'altro Clarke ed Edgerton sono amici e recitarono assieme nei film Praise, Zero Dark Thirty, Il Grande Gatsby.
Nel 2009 viene diretto da Michael Mann in Nemico pubblico - Public Enemies, dove ricopre il ruolo del rapinatore di banche John "Red" Hamilton, l'anno seguente ottiene una parte in Wall Street - Il denaro non dorme mai di Oliver Stone. Nel 2011 interpreta il Detective Jarek Wysocki, protagonista della serie televisiva della Fox The Chicago Code; la serie non riscontra il successo sperato e viene cancellata dopo la prima stagione.
Dopo aver partecipato al thriller Le paludi della morte nel 2011, lavora per John Hillcoat nel film Lawless e per Baz Luhrmann nel film Il grande Gatsby (quest'ultimo nel 2013). Il film che gli vale più notorietà in assoluto è stato Zero Dark Thirty, dove viene riceve apprezzamento dalla critica (nonostante per il suo ruolo, ovvero quello dell'agente CIA Dan, avrebbe dovuto essere scelto Joel Edgerton).
Dopo essere stato nel cast del film Apes Revolution - Il pianeta delle scimmie, nel 2015 interpreta il ruolo di John Connor nel film Terminator Genisys e partecipa anche alle riprese di Everest. Nel 2017 invece prende parte ai film Mudbound e L'uomo dal cuore di ferro; in quest'ultimo film interpreta il gerarca nazista Reinhard Heydrich. Nel 2018 invece prende parte al film First Man - Il primo uomo, in cui interpreta l'astronauta Edward Higgins White.

## Filmografia

### Cinema
- Dilemma, registi vari (1997)
- Twilight, regia di Robert Benton (1998)
- Praise, regia di John Curran (1998)
- Kick, regia di Lynda Heys (1999)
- Risk, regia di Alan White (2000)
- Better Than Sex, regia di Jonathan Teplitzky (2000)
- La generazione rubata (Rabbit-Proof Fence), regia di Phillip Noyce (2002)
- Due gemelle in Australia (Our Lips Are Sealed), regia di Craig Shapiro (2002)
- You Can't Stop the Murders, regia di Anthony Mir (2003)
- Get Rich Quick, regia di Samuel Genocchio (2004)
- Under Still Waters, regia di Carolyn Miller (2008)
- Death Race, regia di Paul W. S. Anderson (2008)
- The Human Contract, regia di Jada Pinkett Smith (2008)
- Nemico pubblico - Public Enemies (Public Enemies), regia di Michael Mann (2009)
- Wall Street - Il denaro non dorme mai (Wall Street: Money Never Sleeps), regia di Oliver Stone (2010)
- Trust, regia di David Schwimmer (2010)
- Yelling to the Sky, regia di Victoria Mahoney (2011)
- Inversione di rotta (Swerve), regia di Craig Lahiff (2011)
- Le paludi della morte (Texas Killing Fields), regia di Ami Canaan Mann (2011)
- Lawless, regia di John Hillcoat (2012)
- Zero Dark Thirty, regia di Kathryn Bigelow (2012)
- Il grande Gatsby (The Great Gatsby), regia di Baz Luhrmann (2013)
- Sotto assedio - White House Down (White House Down), regia di Roland Emmerich (2013)
- The Better Angels, regia di A.J. Edwards (2014)
- Apes Revolution - Il pianeta delle scimmie (Dawn of the Planet of the Apes), regia di Matt Reeves (2014)
- Knight of Cups, regia di Terrence Malick (2015)
- Child 44 - Il bambino n. 44 (Child 44), regia di Daniel Espinosa (2015)
- Terminator Genisys, regia di Alan Taylor (2015)
- Everest, regia di Baltasar Kormákur (2015)
- Chiudi gli occhi - All I See Is You (All I See Is You), regia di Marc Forster (2016)
- Mudbound, regia di Dee Rees (2017)
- L'uomo dal cuore di ferro (HHhH), regia di Cédric Jimenez (2017)
- Lo scandalo Kennedy (Chappaquiddick), regia di John Curran (2017)
- La vedova Winchester (Winchester), regia di Michael e Peter Spierig (2018)
- First Man - Il primo uomo (First Man), regia di Damien Chazelle (2018)
- Serenity - L'isola dell'inganno (Serenity), regia di Steven Knight (2019)
- Pet Sematary, regia di Kevin Kölsch e Dennis Widmyer (2019)
- La conseguenza (The Aftermath), regia di James Kent (2019)
- Le strade del male (The Devil All the Time), regia di Antonio Campos (2020)
- Silk Road, regia di Tiller Russell (2021)
- Corsa contro il tempo - The Desperate Hour, regia di Phillip Noyce (2021)
- Black Site - La tana del lupo, regia di Sophia Banks (2022)
- Oppenheimer, regia di Christopher Nolan (2023)

### Televisione
- Un detective in corsia (Diagnosis Murder) – serie TV, 1 episodio (1996)
- Heartbreak High – serie TV, 1 episodio (1998)
- Due ragazzi e una ragazza (Two Guys, a Girl and a Pizza Place) – serie TV, 1 episodio (1998)
- Wildside – serie TV, 2 episodi (1998)
- Blue Heelers - Poliziotti con il cuore (Blue Heelers) – serie TV, 4 episodi (1995-1999)
- All Saints – serie TV, 2 episodi (1999-2000)
- Home and Away – Soap opera, episodi vari (2002)
- Farscape – serie TV, 4 episodi (2003)
- White Collar Blue – serie TV, 2 episodi (2002-2003)
- Stingers – serie TV, 7 episodi (2000-2003)
- Brotherhood - Legami di sangue (Brotherhood) – serie TV, 29 episodi (2006-2008)
- The Chicago Code – serie TV, 13 episodi (2011)
- Caterina la Grande (Catherine the Great) – miniserie TV, 4 puntate (2019)
- Winning Time - L'ascesa della dinastia dei Lakers (Winning Time: The Rise of the Lakers Dynasty) – serie TV, 17 episodi (2022-2023)
- L'ammutinamento del Caine - Corte marziale (The Caine Mutiny Court-Martial), regia di William Friedkin – film TV (2023)

## Doppiatori italiani
Nelle versioni in italiano delle opere in cui ha recitato, Jason Clarke è stato doppiato da:
- Gianfranco Miranda in Brotherhood - Legami di sangue, Lawless, Il grande Gatsby
- Riccardo Scarafoni in Le paludi della morte, Sotto assedio - White House Down, Mudbound
- Francesco Prando in The Chicago Code, La vedova Winchester, Pet Sematary
- Alessio Cigliano in Chiudi gli occhi - All I See Is You, Serenity - L'isola dell'inganno, Winning Time - L'ascesa della dinastia dei Lakers
- Massimo De Ambrosis in Death Race, First Man - Il primo uomo
- Simone D'Andrea ne L'uomo dal cuore di ferro, Caterina la Grande
- Simone Mori in La conseguenza, Le strade del male
- Luigi Ferraro in Due gemelle in Australia
- Diego Baldoin in The Human Contract
- Mauro Gravina in Nemico pubblico - Public Enemies
- Alberto Bognanni in Trust
- Sergio Lucchetti in Inversione di rotta
- Massimiliano Manfredi in Zero Dark Thirty
- Sandro Acerbo in Apes Revolution - Il pianeta delle scimmie
- Emilio Mauro Barchiesi in Knight of Cups
- Carlo Valli in Child 44 - Il bambino numero 44
- Fabrizio Pucci in Terminator Genisys
- Edoardo Stoppacciaro in Everest
- David Chevalier in Lo scandalo Kennedy
- Danilo Di Martino in Black Site - La tana del lupo
- Franco Mannella in Oppenheimer
- Vittorio Guerrieri in L'ammutinamento del Caine - Corte Marziale